# Le Chef-d'œuvre d'Homer
Le Chef-d'œuvre d'Homer (France) ou Le Raté global (Québec) (Mom and Pop Art) est le 19e épisode de la saison 10 de la série télévisée d'animation Les Simpson.

## Résumé
Marge demande à Homer de faire quelque chose dans la maison plutôt que de passer l'après-midi du samedi allongé dans son hamac à boire de la bière. Il se rend donc avec Bart dans un magasin de bricolage pour acheter une pince coupante pour ouvrir le cadenas sur sa boîte à outils. Sur place, ils achètent finalement un barbecue en kit. Homer essaie alors de le monter, après que Lisa ait fait le sol en ciment, mais laisse tomber les éléments de montage  dans le ciment frais, puis toute la brouette contenant les briques. La notice étant aussi tombée dans le ciment, elle devient illisible côté français, et Homer doit lire les instructions côté anglais, ce qu'il abandonne immédiatement. Il se dépêche alors de tenter de monter quelque chose, qui ne s'avèrera qu'une masse informe, contre laquelle il se défoulera, et chargera avec un parasol qui restera planté dedans. Il tente alors de rendre le kit au magasin, mais le vendeur (l'adolescent boutonneux) le refuse. Après une tentative infructueuse de s'en débarrasser dans un conteneur pour jouets, il est forcé de le rapporter chez lui sur une remorque. Alors qu'il se plaint du fait qu'il n'arrive pas à le « semer », son pare-chocs finit par céder, avec la remorque attachée. Quelques voitures l'évitent, mais une le percute, faisant décoller le pseudo-barbecue qui atterrit sur son capot et le broie. Le lendemain matin, alors qu'il se rase les épaules, il est interrompu par Marge qui lui signale une personne voulant lui parler au sujet d'un accident de voiture qu'il aurait eu. Homer prend alors son fusil et descend à l'entrée. À sa surprise, il s'agit d'une jolie jeune femme, et il pose alors son fusil (dans le parc de Maggie). Celle-ci lui déclare que quelque chose lui appartenant a percuté sa voiture la veille, avec pour preuve la plaque d'immatriculation sur le pare-chocs. Homer est désespéré, persuadé que la jeune femme va le poursuivre. La femme, qui se présente sous le nom d'Astrid Weller affirme ne pas être venue pour le poursuivre, mais pour lui demander d'exposer son œuvre dans la galerie d'art qu'elle possède.
Pendant la soirée, M. Burns achète son œuvre. Homer devient donc un artiste en vogue et décide de continuer, ce qui attise la jalousie de Marge, dont c'était le rêve. Malheureusement, ces œuvres suivantes déçoivent son public et le succès disparait aussi vite qu'il était venu. Marge pour lui remonter le moral, et pour lui donner de nouvelles idées l'emmène au musée d'art moderne. Cette tentative étant un échec, Lisa tente à son tour de lui remonter le moral, lui parle de Christo et de ses œuvres monumentales, donnant ainsi une dernière idée à Homer.